# Nécropole de Vicálvaro
La nécropole de Vicálvaro (en espagnol : Necrópolis [visigoda] de Vicálvaro) est une nécropole wisigothique découverte à Vicálvaro, l'un des vingt-et-un districts de Madrid, en Castille.

## Histoire
La nécropole fut découverte en 2010.
Les fouilles, menées en 2011 ont mis au jour plus de 800 sépultures datant d'une période allant du VIe siècle au VIIe siècle. Les fosses funéraires, entourées de grandes dalles de pierre et mesurant entre 160 et 170 centimètres de long pour 50 centimètres de large, sont creusées à environ 30 centimètres de profondeur ; elles contiennent les restes d'environ 1 500 individus dont les têtes sont orientées à l'Est.
Certaines tombes contenaient des objets funéraires, principalement des bijoux (boucles d'oreille, colliers, broches, bracelets, bagues, etc.), des plaques-boucles, des fibules, des couteaux, et des restes de céramiques.
Ces découvertes archéologiques sont notamment conservées au musée archéologique national de Madrid.
La nécropole de Vicálvaro est la plus importante nécropole de la période wisigothique (Ve – VIIIe siècles) découverte à ce jour.
En 2013, le gouvernement régional annonce la construction prochaine de logements à l'emplacement du site.